# 리눅스 테크놀로지 센터
IBM 리눅스 테크놀로지 센터(Linux Technology Center, 줄여서 LTC)는 리눅스 커널 및 관련 오픈 소스 소프트웨어 프로젝트 개발 참여를 목적으로 하는 조직이다. 1999년 IBM이 리눅스 테크놀로지 센터를 설립하였는데, 리눅스 및 기타 오픈 소스 소프트웨어에 관심이 있는 소프트웨어 개발자들을 단일 조직으로 묶어 설립하였다.
LTC의 초창기 목표는 "IBM의 서버 플랫폼을 리눅스에 맞도록"(linux-friendly) 만드는 것이었다. LTC는 리눅스 커뮤니티와 긴밀히 협조하여 리눅스가 x86, 메인프레임, 파워 프로세서, 셀 브로드밴드 엔진 등의 프로세서 아키텍처 상에서 잘 동작하도록 만들어 나갔다.
LTC 내의 개발자들은 리얼타임, 서비서빌리티 (컴퓨터), Kdump 및 시스템탭, 엔터프라이즈 볼륨 매니지먼트 시스템(EVMS), 가상화(젠 하이퍼바이저 이용), 리눅스 테스트 프로젝트 (LTP), 리눅스 스탠더드 베이스 (LSB) 뿐만 아니라 다른 리눅스 프로젝트에도 참여하였다. 또한 리눅스가 IBM의 신규 하드웨어 플랫폼이 제공하는 기능을 이용할 수 있게 패치를 제공하였다.
리눅스 테크놀로지 센터 월드와이드 팀은 전 세계 38여 개 장소에 600 명 이상의 인원으로 구성되어 있다.